# Pectinella aequoris
Pectinella aequoris is een tweekleppigensoort uit de familie van de Entoliidae. De wetenschappelijke naam van de soort is voor het eerst geldig gepubliceerd in 1991 door Dijkstra.